# Armin Auchentaller
Armin Auchentaller (* 12. November 1971) ist ein italienischer Biathlontrainer. Er arbeitete für die italienischen, Schweizer und US-amerikanischen Nationalmannschaften. In den Vereinigten Staaten ist er seit 2018 Cheftrainer der Frauen und übernahm 2022 die Verantwortung für den gesamten Kader (Frauen und Männer).

## Werdegang
Der Südtiroler Auchentaller war von 1988 bis 1993 aktiver Biathlet im italienischen Nationalteam und startete im Europacup. Nach dem Ende seiner Laufbahn trainierte er Sportler im Antholzer Skiclub. Ende der 1990er-Jahre betreute er den italienischen Juniorenkader und das Weltcupteam der italienischen Frauen. Anschließend unterbrach er seine Trainerlaufbahn und arbeitete für kurze Zeit abseits des Sports, kehrte aber in den 2000er-Jahren wieder in den Beruf des Übungsleiters zurück. Von 2007 bis 2009 war er Cheftrainer des italienischen Nationalteams um Athleten wie Christian De Lorenzi und Michela Ponza. Er teilte sich die Aufgabe mit Francesco Berlendis, Mannschaftsführer war Paolo Riva.
Im Frühjahr 2009 verpflichtete der US-amerikanische Biathlonverband Auchentaller als Schießtrainer für den Nationalkader in der Vorbereitung auf die Olympischen Winterspiele 2010. Auchentaller war dabei Teil eines von Sportdirektor Bernd Eisenbichler aufgebauten Teams aus europäischen Betreuern, Skitechnikern und Physiotherapeuten, Cheftrainer war der Schwede Per Nilsson. Die größten Erfolge unter den US-Athleten feierte Tim Burke, der in mehreren Weltcuprennen das Podium erreichte und bei der WM 2013 die Silbermedaille im 20-Kilometer-Einzelrennen gewann.
2014 wechselte Auchentaller zum Schweizer Biathlonteam, wo er Markus Segessenmann als Frauentrainer ablöste. In den folgenden vier Jahren erreichten neben der bereits zu Auchentallers Amtsantritt etablierten Selina Gasparin auch jüngere Sportlerinnen wie Lena Häcki Ergebnisse unter den ersten Zehn in internationalen Wettkämpfen. Nach Olympia 2018 folgte Sandra Flunger als Schweizer Trainerin auf Auchentaller, der wieder in die Vereinigten Staaten zurückkehrte. Er übernahm dort ebenfalls die Verantwortung für das Frauenteam, dessen führende Sportlerin die Massenstart-Vizeweltmeisterin von 2017 Susan Dunklee war. Neben Dunklee – die bei der WM 2020 im Sprint eine zweite Silbermedaille gewann – etablierte sich auch Clare Egan unter Auchentallers Anleitung in der internationalen Spitze. Sowohl Dunklee als auch Egan beendeten 2022 ihre aktive Laufbahn. Auchentaller verlängerte seinen Vertrag mit dem US-Verband und übernahm zusätzlich zum Frauenteam ab der Saison 2022/23 auch die Betreuung der Männer.
Armin Auchentaller ist verheiratet und hat zwei Töchter, darunter Hannah Auchentaller (* 2001), die im Winter 2021/22 im Weltcup debütierte.